# Thomas Rønningen
Thomas Rønningen (ur. 23 maja 1986) – norweski zapaśnik walczący w stylu klasycznym. 
Zajął siedemnaste miejsce na mistrzostwach świata w 2013. Siódmy na mistrzostwach Europy w 2013. Zdobył pięć medali na mistrzostwach nordyckich w latach 2005 - 2013.
Jest synem zapaśnika Jona Rønningena, złotego medalisty olimpijskiego z Seulu 1988 i Barcelony 1992 i bratem bliźniaczym, zapaśnika Andersa Rønningena.